# Királyi palota (Amszterdam)
Az amszterdami Királyi palota (holland nevén: Paleis op de Dam vagy Koninklijk Paleis) a holland főváros belvárosának legfontosabb terén, a Dam téren található. A holland klasszicizmus jegyeit magán viselő épület a holland aranykor idején, 1648 és 1665 között épült Jacob van Campen építész tervei alapján. Kezdetben városházának (Stadhuis) használták, majd 1808-tól királyi rezidencia lett.
1939-től az Oránia–Nassaui-házból származó királyi család már nem lakta a palotát, hanem reprezentációs célokra, illetve magas rangú vendégek elszállásolására használta azt.
A palota előtt került leleplezésre 1856-ban Louis Royer Az Egyetértés (De Eendracht) című szobra. Ezt 1914-ben, a téren át húzódó villamossínek miatt eltávolították. 1956-ban a tér egy másik emlékművel gazdagodott: a Nemzeti emlékmű a második világháború áldozataira emlékeztet. Az emlékmű és a palota egyaránt birodalmi műemléknek (Rijksmonument) számít.
A palota szobrai Artus Quellijn műhelyéből származnak.

## Jelentősége
A királyi palota a holland aranykor legfontosabb történelmi és kulturális építményének számít.
Constantijn Huygens költő költeményében ekképpen magasztalta: „a nyolcadik világcsoda, oly sok kővel és cölöppel alatta”, ugyanis az épület 13659 facölöpön nyugszik.

## Építése

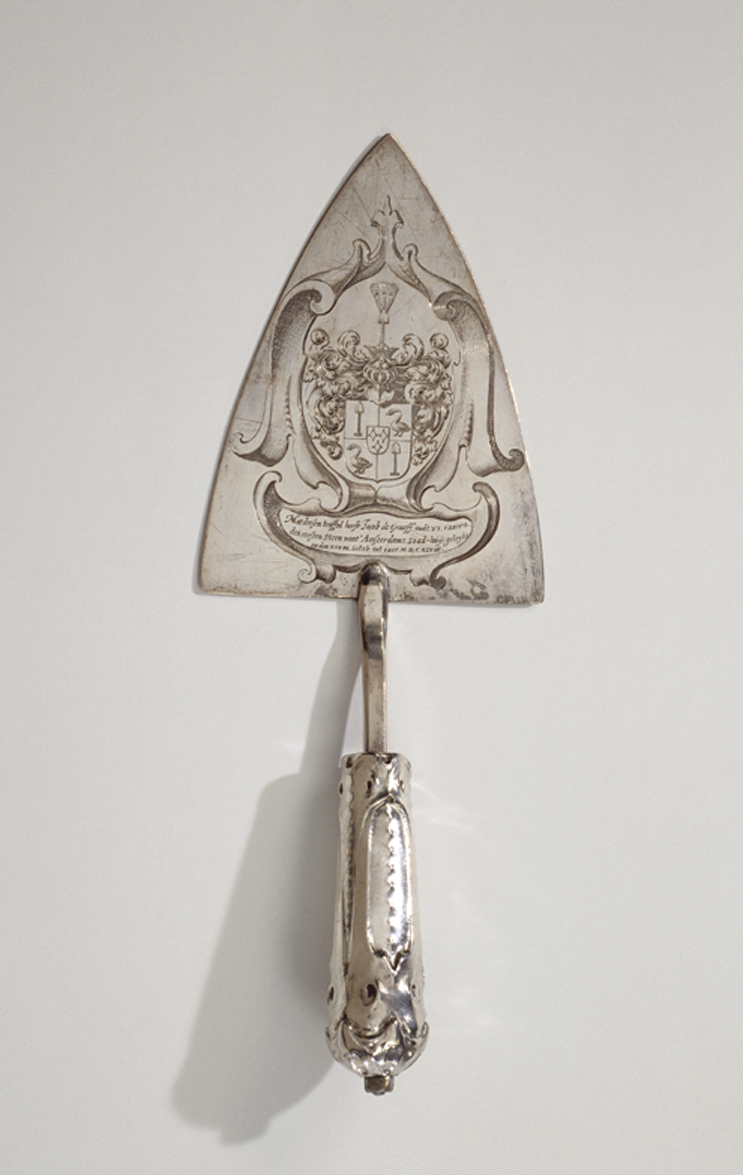
Az alapkőletétel ezüst vakolókanala Jacob de Graeff címerével

A 17. században felmerült az igény, hogy az omladozó régi gótikus városházát egy újra cseréljék. Cornelis de Graeff polgármester tervei szerint az új Stadhuisnak Hollandia függetlenségére és a békére kellett felhívnia a figyelmet, ugyanakkor a város gazdagságát és az ország uralkodó pozícióját is hirdetnie kellett. A közigazgatási feladatok mellett az épületet az ország és a polgárság státusszimbólumának szánták. A Hét Holland Egyesült Tartomány Köztársasága 1804-ben monarchia lett. Addig a szuverenitást a rendek képviselték, a holland aranykor idején az államhatalom a gazdag kereskedő polgárok kezében összpontosult. Az Isten kegyelmének tulajdonított anyagi jólét megerősítette a rendek hatalmát. A rendek példaképe a gazdag itáliai kereskedőváros, Velence volt, ezért a köztársasági központként és a kormányzók székhelyeként működő dózsepalotához hasonlót akartak Amszterdamban is építeni. Cornelis de Graeff akkor hatéves fia, Jacob de Graeff tette le az új városháza alapkövét. Az alapkőletétel ezüst vakolókanala a mai napig látható a Rijksmuseumban.
A palota építésének történetét és az alapkőletétel időpontját Cornelis de Graeff egy fekete márványtáblán örökíttette meg. A latin nyelvű szöveg fordítása:

„A háború befejezésének évében, 1648. október 29-én az egyesült németalföldi népek, akikkel három hatalmas Fülöp, Spanyolország királyai szárazföldön és tengeren egyaránt, a föld majdnem minden pontján, több mint 80 évig hadakoztak, miután a nemzeti felszabadulás és a vallásszabadság biztosítva lett, Gerb. Pancras, Jac. de Graef, Sib. Valchenier Pet. Schaep kiváló polgármesterek ideje alatt, fiaik és vérrokonaik az alapkő elhelyezésével lerakták ezen városháza alapjait.”

Több terv is készült az új városháza számára, melynek a régi épület közelében, a belváros egyetlen nagy közterén, a hosszú idő óta politikai és közéleti fórum szerepet betöltő Dam téren kellett megépülnie. A téren már a középkorban is városháza állt, amely előtt a nyilvános kivégzések is zajlottak. A münsteri békét követő eufórikus és bizakodó légkörben végül a legambiciózusabb terv mellett döntöttek, melyet Jacob van Campen építőmester jegyzett, aki többek között Huis ten Bosch megépítésével és a hágai Paleis Noordeinde átalakításával szerzett hírnevet.
A cölöpökből készült költséges alapozásnál 13659 farönköt ástak a földbe, ami akkoriban építészeti csodának számított. A cölöpök számát egy holland mondóka segítségével lehet legkönnyebben megjegyezni: dagen van het jaar, eentje ervoor, negentje erachter (az év napjainak száma, előtte egy 1-es, utána meg egy 9-es).

## Fekvése

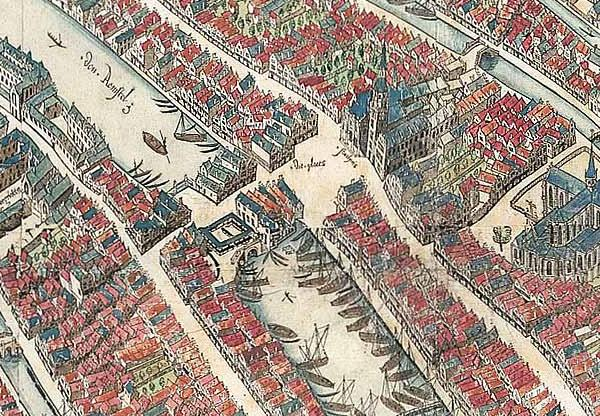
Amszterdam központja Cornelis Anthonisz 1544-es térképén

A palotának otthont adó Dam tér a 13. században jött létre és körülötte fejlődött a város, melynek első írásos említése 1275-ből származik. A tér neve az Amstel egykoron itt álló gátjára (Dam) utal, innen származik a főváros korai megnevezése is (Amstelledamme). A gát mellett egy zsilip is állt a helyen, mellyel a folyó vízszintjét szabályozták. A tér csakhamar központi szerephez jutott, vásárok helyszíne lett a rohamosan fejlődő városban. Cornelis Anthonisz. 1544-es várostérképén már jól kivehetőek a tér vonalai és az ott álló épületek (köztük a középkori városháza) is.
A tér meghatározó épülete a 15. század elején felépült Miasszonyunk-templom (Onze Lieve Vrouwekerk) volt, amely 1645-ben majdnem teljesen a lángok martalékává vált. Ez az újjáépítés után Új-templom (Nieuwe Kerk) néven vált ismertté. 1814 óta a téren történik a holland királyok és királynők beiktatási szertartása.
Ezek mellett a téren egy mérlegház és több kereskedőház is állt, utóbbiaknál a folyón érkező hajók kiköthettek és a javakat ki- és berakódhatták. A tér nyugati oldalán (a zsilip közelében) volt a halpiac.
A tér déli oldalán 1608 és 1611 között Hendrick de Keyser tervei alapján felépült az első amszterdami tőzsde, melyet 1835-ben lebontottak. Kissé távolabb északkeletre, ahol 1914-től a De Bijenkorf üzletház áll, 1845-ben megépült a Jan David Zocher jr. tervezte tőzsde, amelyet 1903-ban bontottak le. Helyette létesítették a Damrakon a Beurs van Berlage-t.
A város vezetése már 17. század elején megkezdte a tér nyugati feléhez közeli kisebb-nagyobb telkek felvásárlását, hogy egy nagyobb városháza építéséhez területet biztosítson.

## Építése

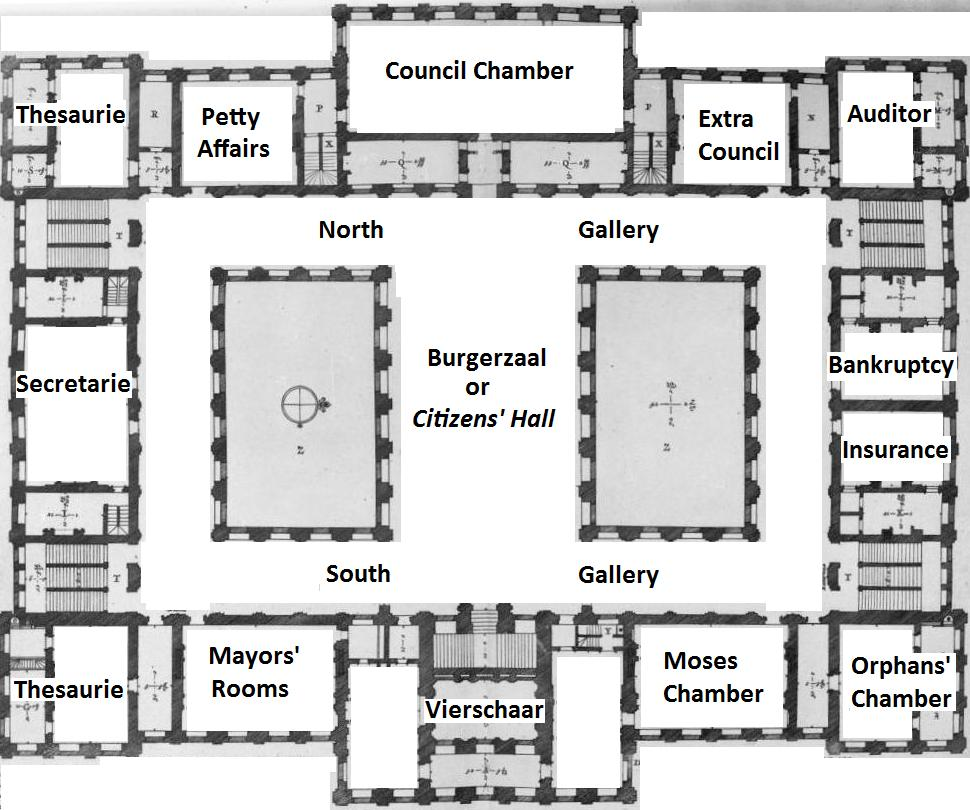
A második emelet beosztása

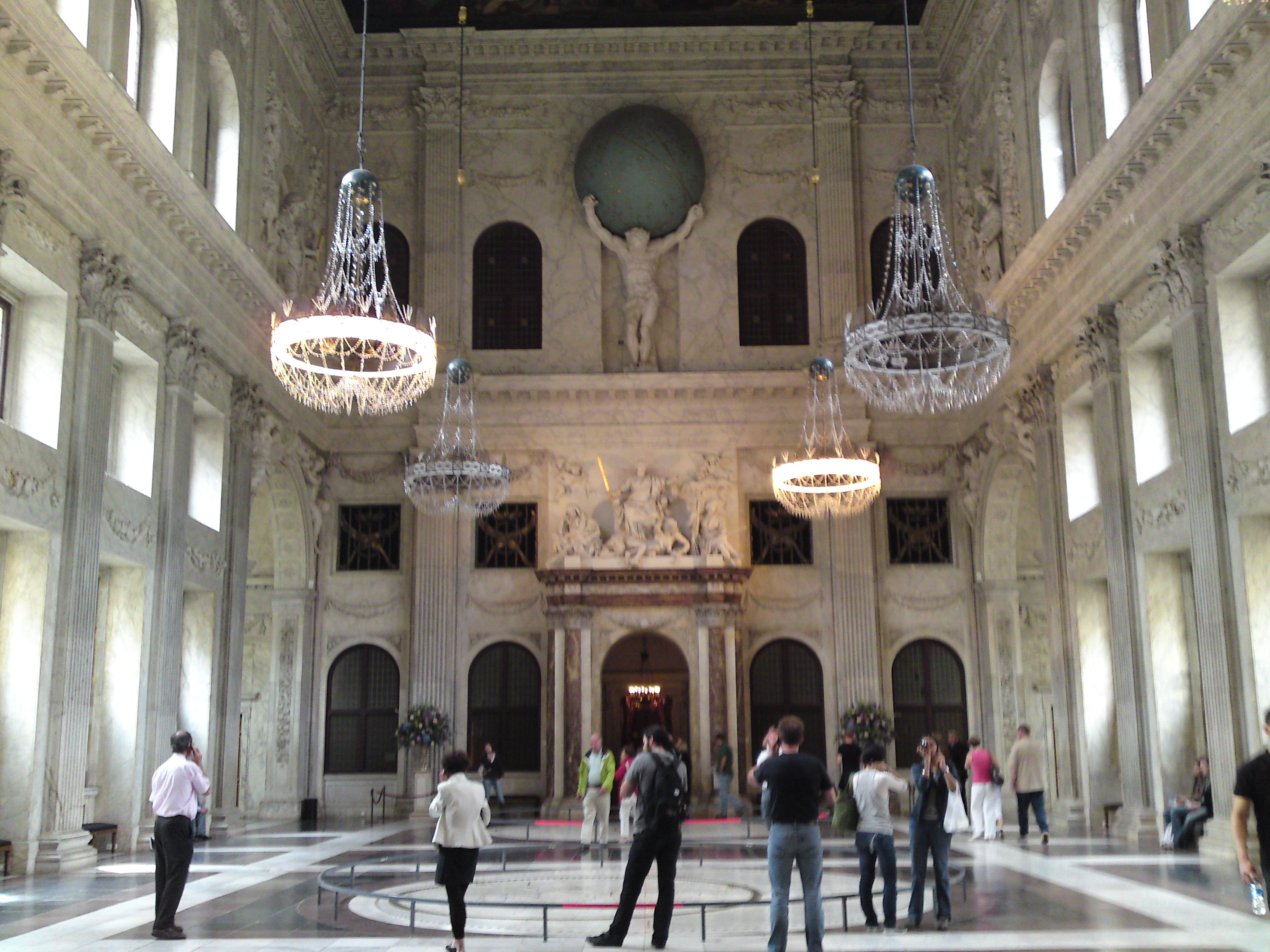
A polgárterem (Burgerzaal) és az atlaszok

Jacob van Campen terveire az antik (görög, római) és a francia építészet, illetve a kálvinista tanítások is hatással voltak. Juan Bautista Villalpando, teológus és építészetteoretikus 1596–1604 között kiadott, bibliai épületek rekonstrukcióit tartalmazó művei is meghatározóak lehettek van Campen számára.
A 80 méter hosszú, 63 m széles és 33 m magas négyszög alaprajzú klasszicista palota tetejének közepét egy 20 m magas torony díszíti. A torony kupolás tetején egy holland hajót mintázó szélkakas látható. A főhomlokzat tetején egy, a vesztfáliai békére emlékeztető bronzszobor áll, tőle jobbról és balról pedig az okosságot és az igazságot megtestesítő szobrok láthatóak. Utóbbiak azért kerültek az épület díszei közé, mert a palotát eredetileg városházának, a közigazgatás és joggyakorlás helyszínének szánták.

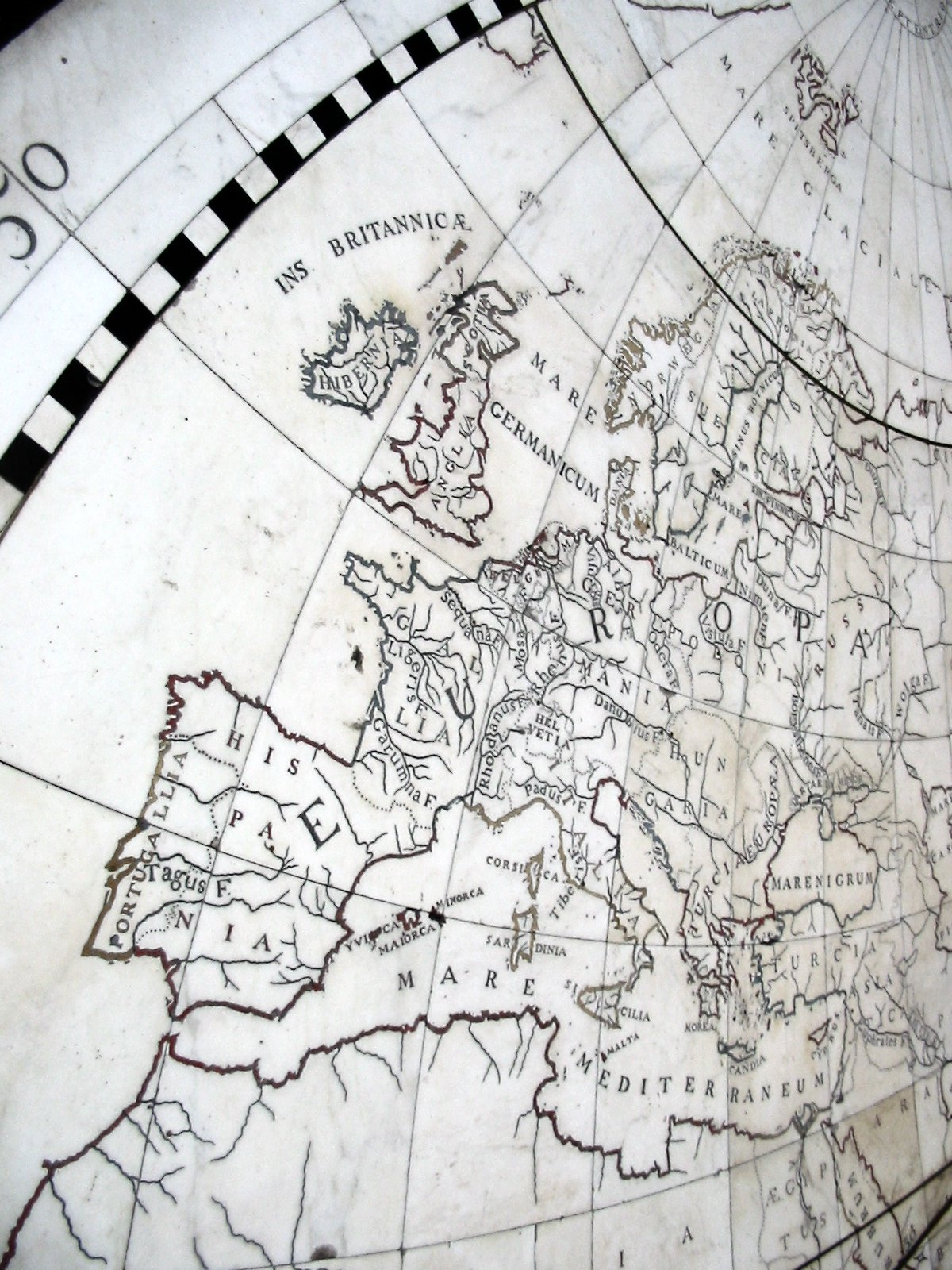
A polgárterem térképes márványpadlózata

Az épület külseje a francia kastélyépítészet elemeit ötvözi a középpontra oly nagy hangsúlyt fektető palladianizmussal (rizalit, háromszögű oromzat). 
A fontosabb termeket márvány borítja, azonban az építmény könnyűségének biztosítása érdekében egyes magasabb falrészeket valósághű márványmintás faburkolattal takarták be. Ilyen módszerrel alakították ki a 36 méter hosszú és 18 m széles tanácstermet (Raadzaal) is, amely egyike Európa legnagyobb ilyen jellegű helyiségeinek. Látványosak a empire stílusú bútorok, amelyek Louis Bonaparte idejéből maradtak hátra. A palota majd minden termét festmények és szobrok díszítik, és több helyiség mennyezetén freskó is látható.

## Palotaként
1808-ban az épületet átalakították Louis Bonaparte király amszterdami rezidenciájává, és azóta nevezik királyi palotának (Koninklijk Paleis). A rizalitba beépítettek egy erkélyt, a galériákat pedig fafalakkal felosztották. Louis Bonaparte egy királyi múzeumot alapított a palotában, amely a későbbi Rijksmuseum alapjául szolgált. 1810-ben, amikor Hollandiát Franciaországhoz csatolták, az épület császári palota lett. A franciák 1813-as kivonulása után a palota visszakerült a város tulajdonába, és városházaként használták. A waterlooi csata és a bécsi kongresszus után a holland királyi család királyi palotája lett. 1814. március 30-án itt lépett trónra I. Vilmos holland király. 1939-ben a holland kormány 10 millió guldenért megvásárolta az épületet a várostól. Vilma királynővel bezárólag a királyi család rendszeresen használta az épületet. Amikor a királynő 1948-ban lemondott a trónról, örökösével, Juliannával együtt megjelent a palota balkonján.

## Jelenlegi használata
1966-ban Beatrix és Miklós herceg esküvőjét a palotában tartották meg, majd 1980-as beiktatásakor Beatrix az épület erkélyéről köszöntötte az alattvalókat. 2002-ben tartott esküvőjük után Vilmos Sándor és Máxima Zorreguieta Cerruti is megjelentek a palota erkélyén. A királyi család azonban csak hivatalos fogadásokon (mint az újévi fogadás) használja a palotát. Emellett az épületet magas rangú vendégek elszállásolására használják.
A 20. század során többször felújították az épületet, és visszaállították a Louis Bonaparte által eszközölt változtatások előtti állapotot. 2005 szeptembere és 2009 júniusa között nagyszabású restaurálási munkálatokat végeztek, melyek költsége 67 millió euróba került. Ezalatt a látogatók elől elzárták az épületet. A felújítás óta újra látogatható a palota, amelyben több kulturális rendezvény, kiállítás is helyet kap, és évente megközelítőleg 100 000 vendég keresi fel. 2004-ben Ludolf Bakhuizen műveiből rendeztek kiállítást a palotában.

## Galéria

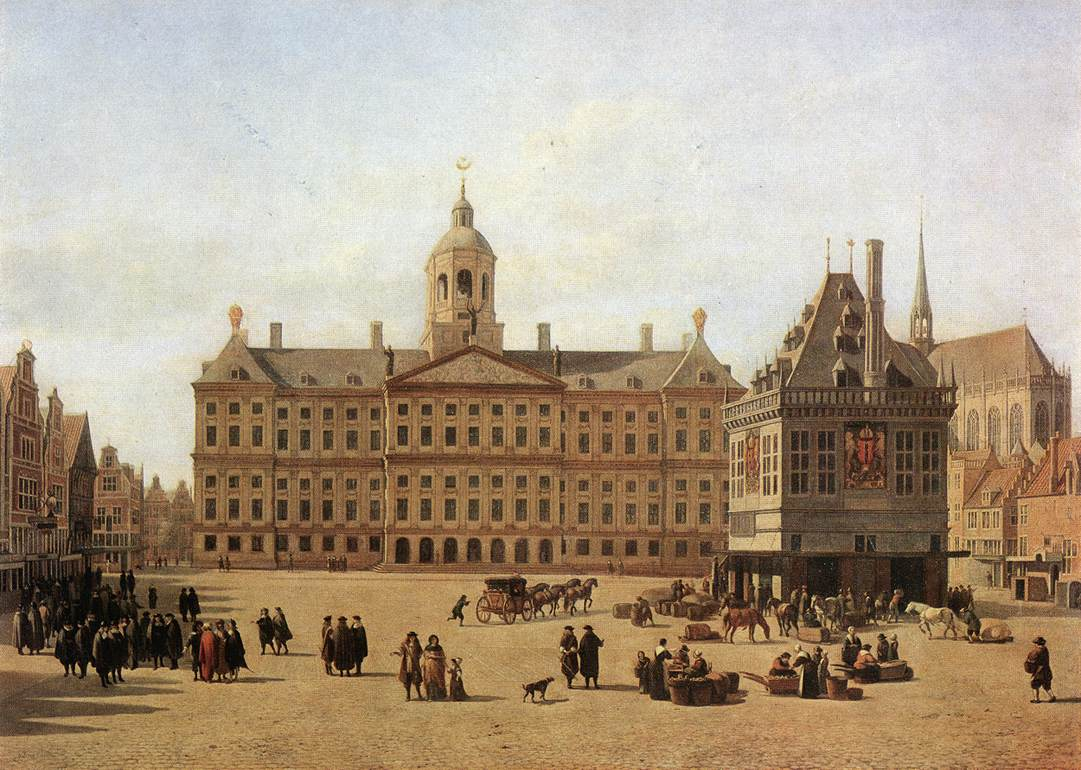
Gerrit Adriaenszoon Berckheyde (1638–1698) festménye a Stadhuisról és a Dam térről
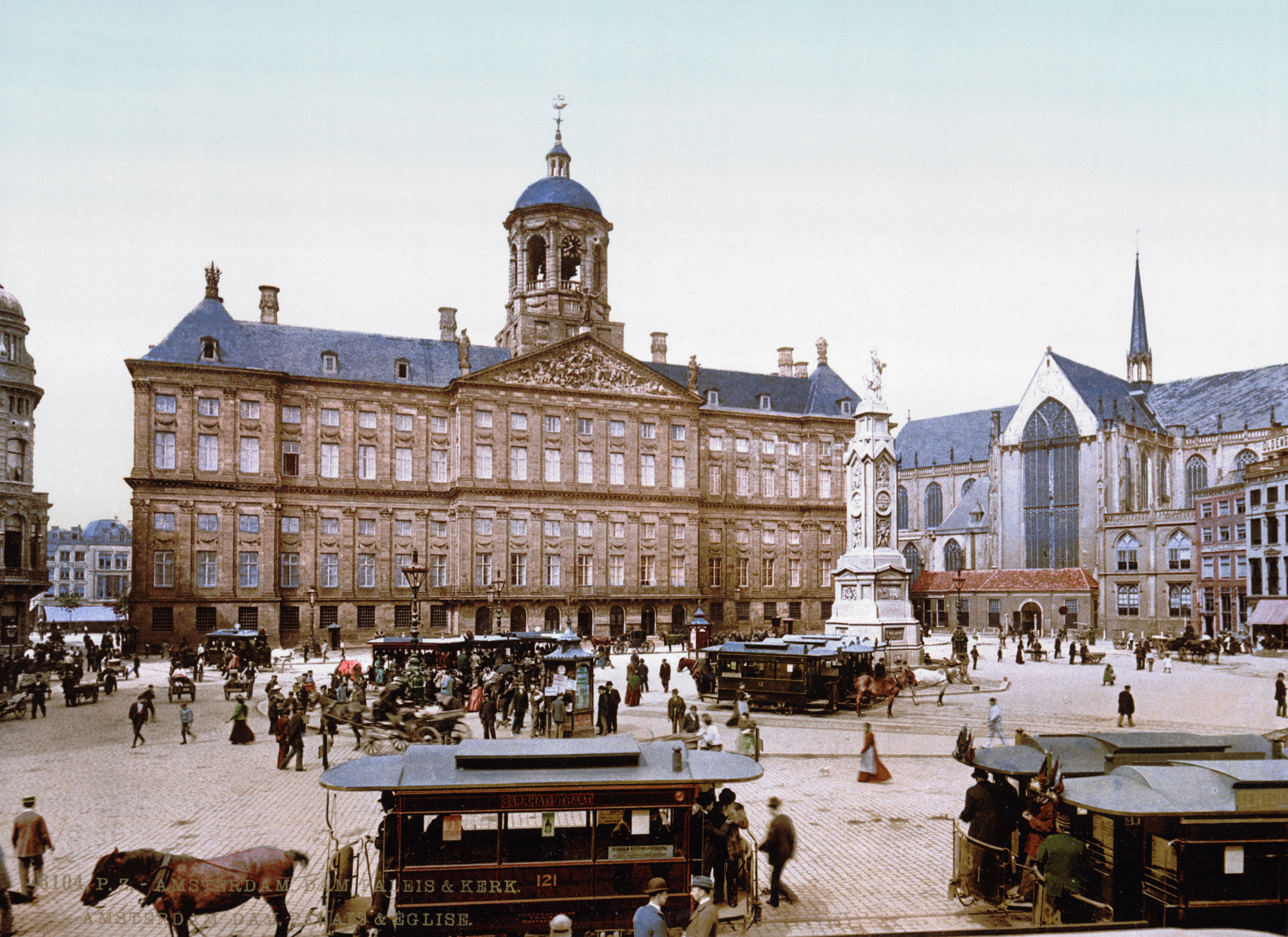
A palota 1900 körül
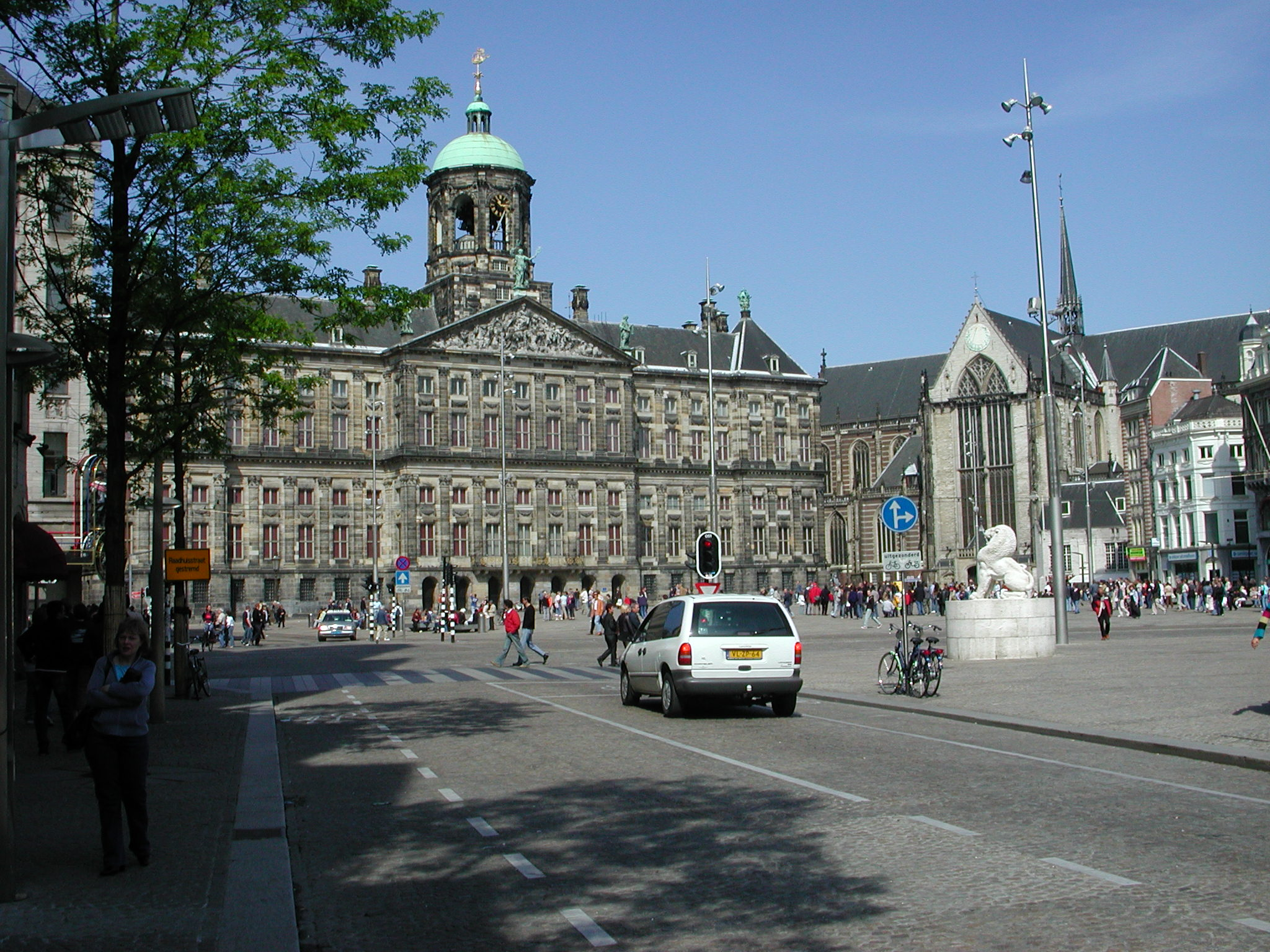
A palota 2005-ben
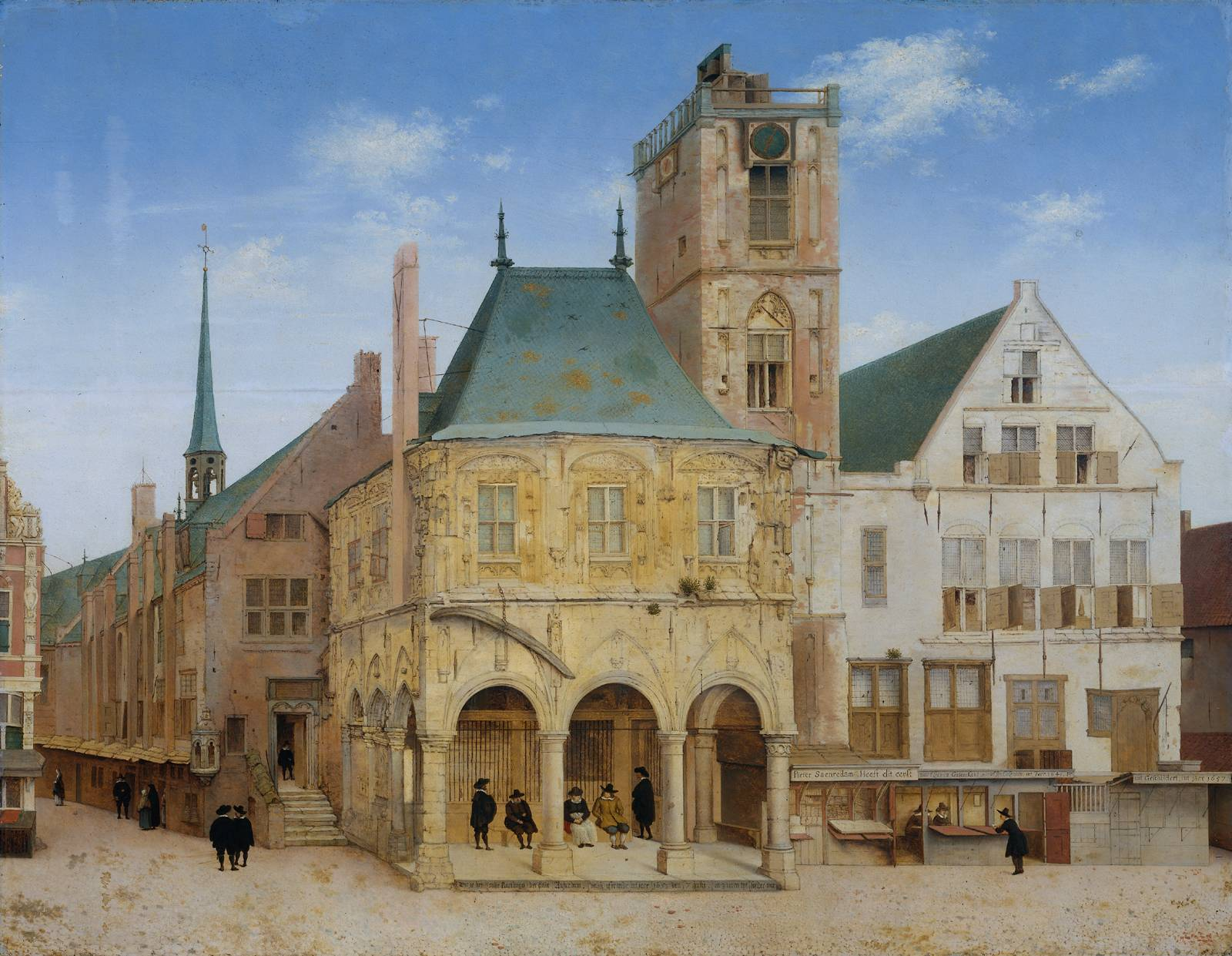
Az 1652-ben leégett gótikus városháza Pieter Jansz. Saenredam (1597–1665) festményén
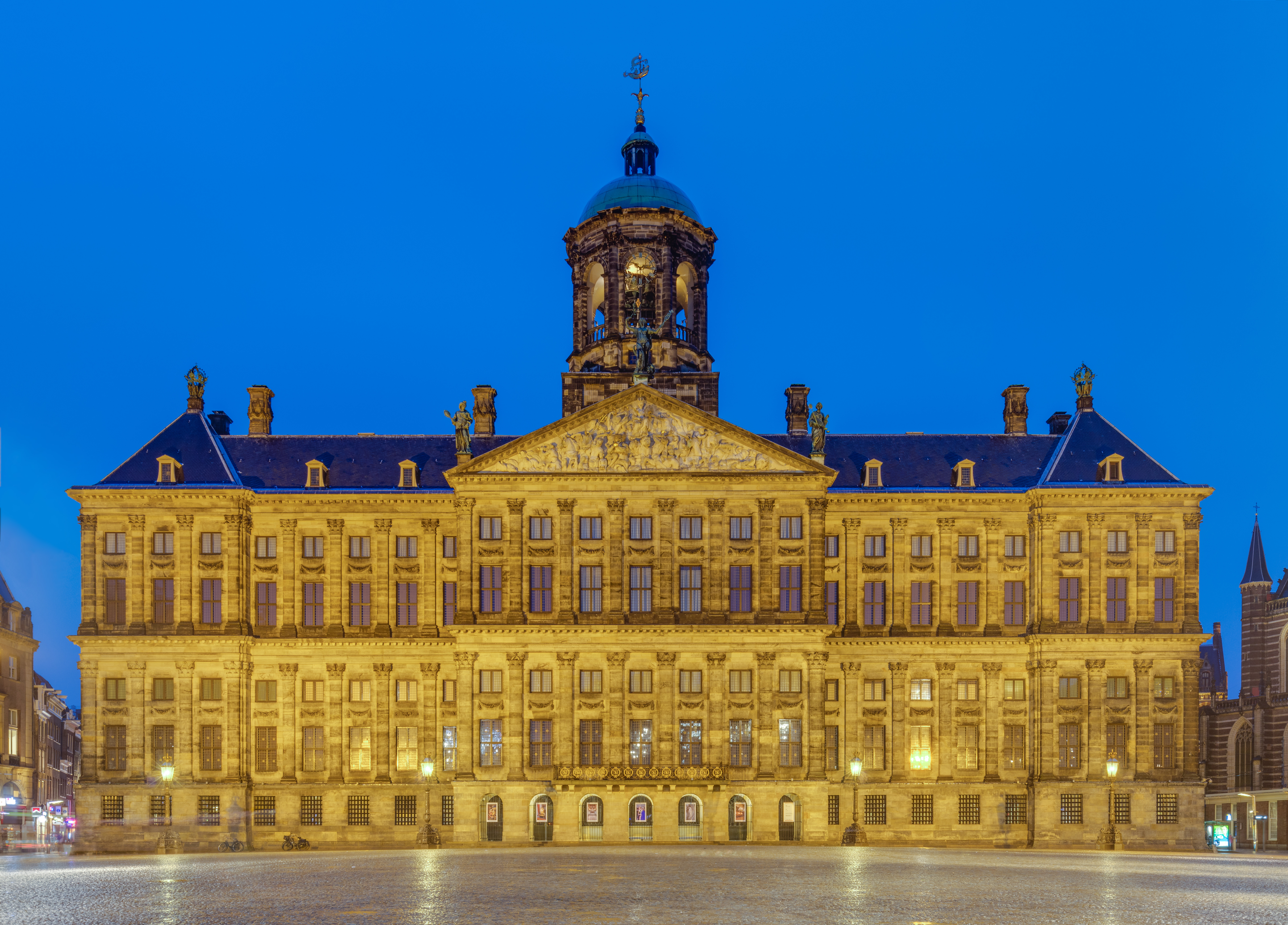
A királyi palota esti megvilágításban
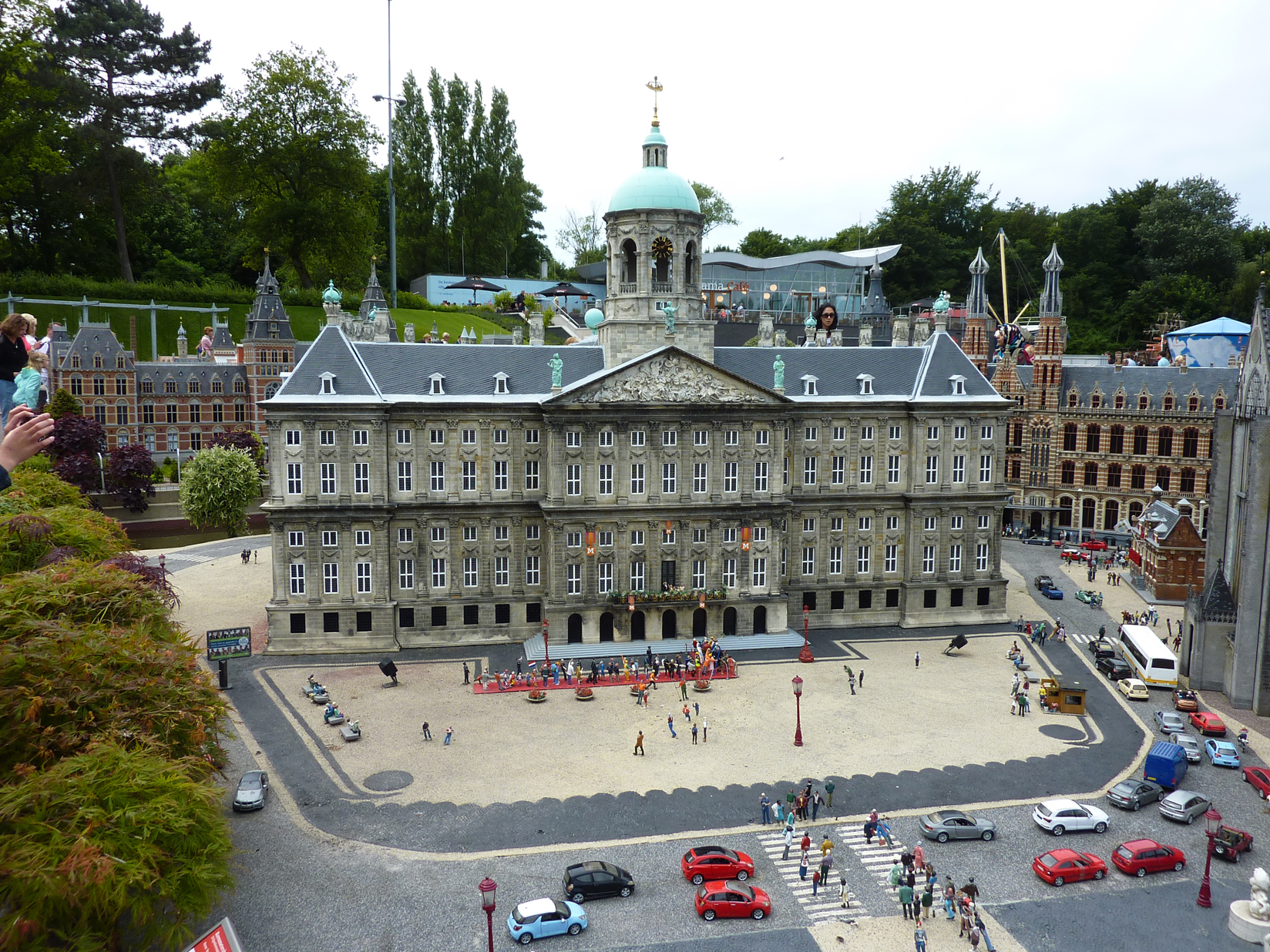
A Királyi palota makettje Madurodamban